# Pacyfikacja wsi Skłoby
Pacyfikacja wsi Skłoby – masowa zbrodnia popełniona przez okupantów niemieckich 11 kwietnia 1940 roku.
Skłoby zostały spacyfikowane w odwecie za działalność Oddziału Wydzielonego Wojska Polskiego majora „Hubala”. Ekspedycja karna złożona z funkcjonariuszy Ordnungspolizei, wspieranych przez członków SS i Selbstschutzu, doszczętnie spaliła wieś oraz aresztowała niemal wszystkich mężczyzn w wieku od 15 do 60 lat. Jeszcze tego samego dnia 265 zatrzymanych Polaków rozstrzelano w lesie rzucowskim. Była to najkrwawsza ze wszystkich pacyfikacji „hubalowskich”.

## Geneza
Skłoby leżą na skraju kompleksu lasów kielecko-koneckich. Są rozległą wsią otoczoną lasem. Przed wojną liczyły około 400 zagród i około tysiąca mieszkańców. Ze względu na niską jakość gleby i niewielkie rozmiary gospodarstw wieś była uboga, a spory odsetek jej ludności pozostawał zatrudniony poza rolnictwem.
14 marca 1940 roku w odległym o niespełna pięć kilometrów Hucisku stanął na kwaterach Oddział Wydzielony Wojska Polskiego pod dowództwem majora Henryka Dobrzańskiego ps. „Hubal”. Podczas swojego pobytu w lasach chlewiskich i niekłańskich „hubalczycy” nigdy nie kwaterowali w Skłobach, uzyskali jednak wszechstronną pomoc od ich mieszkańców. We wsi zbierano żywność dla żołnierzy i obrok dla koni, a kilku mężczyzn zgłosiło się ochotniczo w szeregi oddziału. Wkrótce w okolicy odnotowano wzmożoną aktywność niemieckich konfidentów i patroli.
30 marca 1940 roku oddziały SS i policji niemieckiej rozpoczęły szeroko zakrojoną obławę na oddział „Hubala”. Atak na Hucisko przyniósł jednak okupantom dotkliwą porażkę. Po zwycięskim starciu „hubalczycy” odskoczyli do odległej o 25 kilometrów wsi Szałas, gdzie 1 kwietnia odparli kolejny niemiecki atak. Niedługo później „Hubal”, za cenę częściowego rozproszenia oddziału, zdołał wydostać swoich żołnierzy z obszaru objętego obławą.
Nieudane próby rozbicia polskiego oddziału nadszarpnęły prestiż niemieckich władz policyjnych. Prawdopodobnie był to kluczowy powód, dla którego Wyższy Dowódca SS i Policji w Generalnym Gubernatorstwie (HSSPF „Ost”), SS-Obergruppenführer Friedrich Wilhelm Krüger, podjął decyzję o przeprowadzeniu zakrojonej na szeroką skalę akcji pacyfikacyjnej, wymierzonej we wsie, w których pobliżu operowali „hubalczycy”. Odwet na ludności cywilnej miał zatrzeć wrażenie porażki, spowodowane dotychczasowymi niepowodzeniami w walce z „Hubalem”. W ciągu niespełna dwóch tygodni różnymi formami represji dotkniętych zostało 31 miejscowości w przedwojennych powiatach koneckim, kieleckim i opoczyńskim. Cztery wsie doszczętnie spalono, a w piątej zniszczono większą część zabudowy. Niemcy zamordowali 712 osób cywilnych, w tym dwie kobiety i sześcioro dzieci.

## Przebieg pacyfikacji
Po zakończeniu walk pod Huciskiem sołtys Skłobów, Ignacy Czerwonka, został wezwany na posterunek żandarmerii w Chlewiskach, gdzie rozkazano mu sporządzić listę mieszkańców współpracujących z oddziałem „Hubala”. Ten jednak, po konsultacji z miejscowymi nauczycielami, odmówił sporządzenia listy, argumentując, że cała ludność pomagała polskim żołnierzom. Wkrótce do mieszkańców zaczęły docierać pogłoski, że „Niemcy będą palić Skłoby”. Nie wzbudziły one jednak większego niepokoju.
W nocy z 10 na 11 kwietnia od strony Szydłowca nadjechała samochodami niemiecka ekspedycja karna. W jej skład wchodzili funkcjonariusze policji porządkowej, wspierani przez członków SS i Selbstschutzu. Jeszcze przed świtem Niemcy szczelnym kordonem otoczyli Skłoby. Następnie przystąpili do zatrzymywania mężczyzn w wieku od 15 do 60 lat, przy czym aresztowań dokonywali na podstawie wyglądu fizycznego, bez sprawdzania dokumentów. Schwytania uniknęło jedynie jedenastu mężczyzn z tzw. Skłobów Górnych, którym udało się wymknąć ze wsi, zanim Niemcy zamknęli pierścień okrążenia.
Wszystkich aresztantów pognano do sąsiedniego Stefankowa. W trakcie marszu bito ich kolbami. Po dotarciu na miejsce mężczyzn załadowano na samochody ciężarowe i odwieziono do szkoły w Chlewiskach. W szkolnych salach aresztantów ustawiono w szeregu twarzą do ściany, dotkliwie bijąc przy najmniejszej oznace ruchu. Oznajmiono im również za pośrednictwem tłumacza, że zostaną ukarani za udzielanie pomocy oddziałowi „Hubala”. Wkrótce do szkoły przywieziono jeszcze kilku mężczyzn ze Skłobów, których wykryto podczas przeszukiwania zabudowań.
Po pewnym czasie kilkuosobowe grupki zatrzymanych zaczęto wyprowadzać z sal do osobnego pomieszczenia, w którym urzędowała komisja złożona z kilku oficerów policji i tłumacza. Członkowie komisji sprawdzali personalia więźniów, odbierali im dokumenty i przeprowadzali krótkie przesłuchania. W wyniku selekcji zwolniono chłopców w wieku poniżej 15 lat oraz starców powyżej 60. roku życia. Niemcy zwolnili także kilku mężczyzn w wieku poborowym – leśniczego Jana Osóbkę, gajowych Adama Korczaka i Mariana Stopę, sztygara Czarnotę. Świadkowie twierdzili, że jeden z Niemców szeptem doradzał młodym chłopcom i starszym mężczyznom, aby podawali wiek kwalifikujący do zwolnienia. Leśniczego i gajowych miała natomiast ocalić interwencja rządcy majątku w Chlewiskach, Jana Wienera. Ostatecznie w gronie „wyselekcjonowanych” znalazło się jednak kilku chłopców w wieku 14 lat lub niżej, którzy podczas przesłuchania zawyżyli swój wiek, nie chcąc opuszczać ojców i starszych braci.
Tymczasem po zabraniu mężczyzn Niemcy zaczęli systematycznie podpalać zabudowania Skłobów. Zniszczeniu uległo wówczas blisko 400 zagród. Z pożogi ocalała tylko szkoła oraz od dwóch do pięciu innych budynków. Z płonących gospodarstw kobiety i dzieci zdołały uratować część rzeczy i wyprowadzić inwentarz. Niektórzy pogorzelcy znaleźli schronienie u krewnych i znajomych zamieszkałych w sąsiednich wsiach, inni byli zmuszeni koczować w ruinach Skłobów.

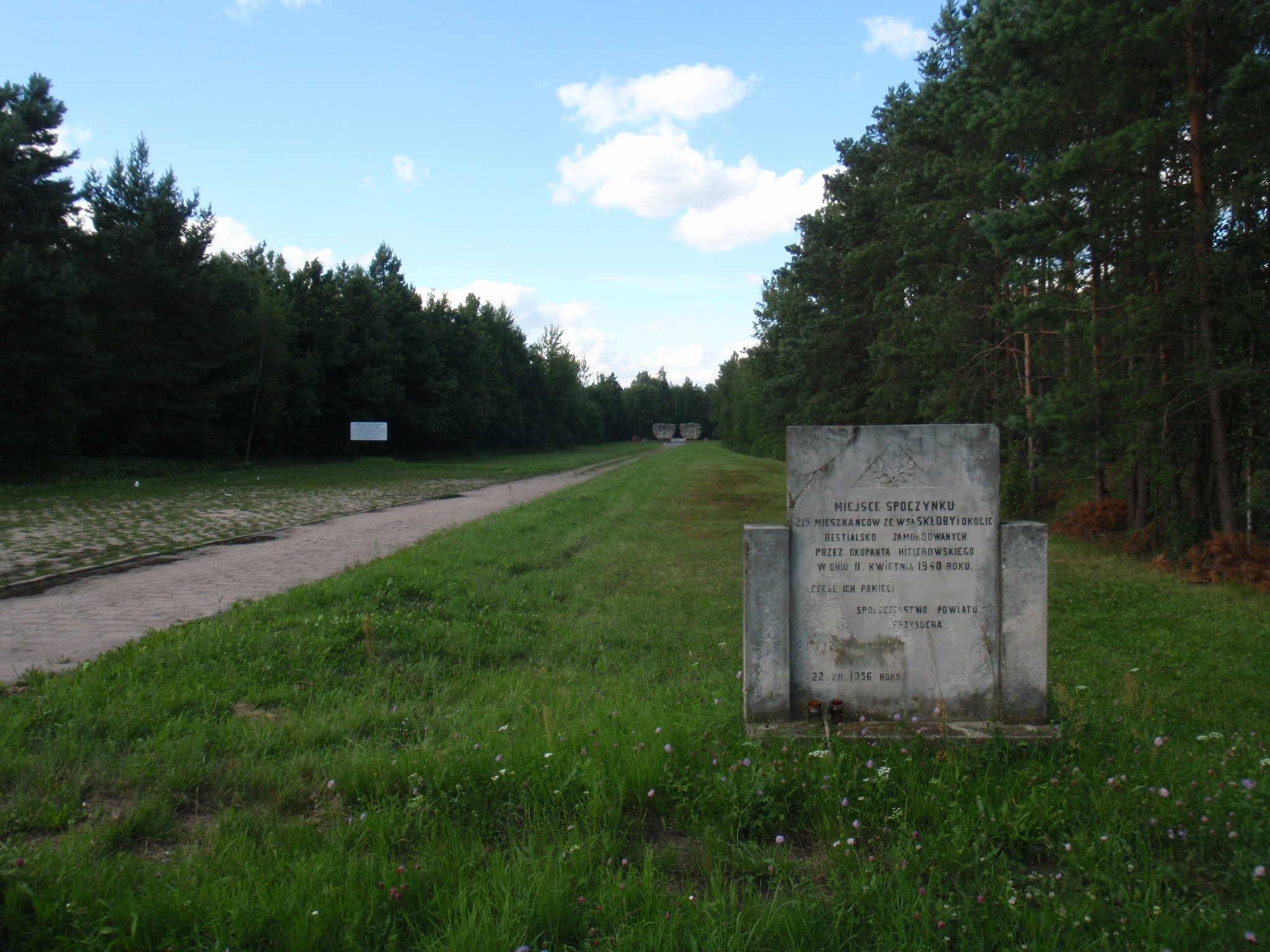
Wejście na cmentarz ofiar pacyfikacji

Zakończywszy przesłuchania, Niemcy przystąpili do eksterminacji „wyselekcjonowanych” mężczyzn. Miejscem kaźni stał się las rzucowski, gdzie już poprzedniego wieczora spędzeni z Szydłowca Żydzi wykopali kilka masowych grobów. Egzekucje odbywały się w dwóch miejscach: przy tzw. stawach rzucowskich (bliżej Stefankowa) oraz w odległości ok. 300 metrów od rozwidlenia szosy Szydłowiec–Przysucha (w miejscu, gdzie obecnie znajdują się cmentarz i pomnik). Ofiary zabierano ze szkolnego budynku grupami po dziesięć osób, ładowano na samochody ciężarowe, a następnie wywożono do lasu i rozstrzeliwano. Czterech mężczyzn z pierwszej grupy skazańców – Michał Duda, Jan Głuch, Antoni Piec, Jan Pietras – zdołało wykorzystać nieuwagę Niemców i uciec z miejsca kaźni. Pod wpływem tego wydarzenia oprawcy podjęli dodatkowe środki ostrożności; odtąd krępowali ofiarom ręce oraz zasłaniali im oczy (niekiedy ich własnymi czapkami lub szalikami). Rannych dobijano bagnetami, a według niektórych źródeł także wrzucanymi do mogił granatami. Egzekucja trwała aż do zmierzchu. Po jej zakończeniu Niemcy zmusili Żydów z okolicznych wiosek do zasypania zbiorowych grobów. Prawdopodobnie niektórzy ciężko ranni Polacy zostali wówczas zakopani żywcem.
Imienna lista ofiar pacyfikacji, sporządzona przez Główną Komisję Badania Zbrodni Hitlerowskich w Polsce, zawiera 265 nazwisk. Inne źródła podają natomiast, że zamordowano 215, 216 lub 228 osób. Masakrę przeżyło nie więcej jak 30 mężczyzn ze Skłobów. Była to najkrwawsza ze wszystkich pacyfikacji „hubalowskich”.
Tego samego dnia Niemcy doszczętnie spalili również Gałki i Hucisko, gdzie zamordowali odpowiednio dwunastu i dwudziestu dwóch Polaków. Był to ostatni akt pacyfikacji „hubalowskich”.

## Epilog

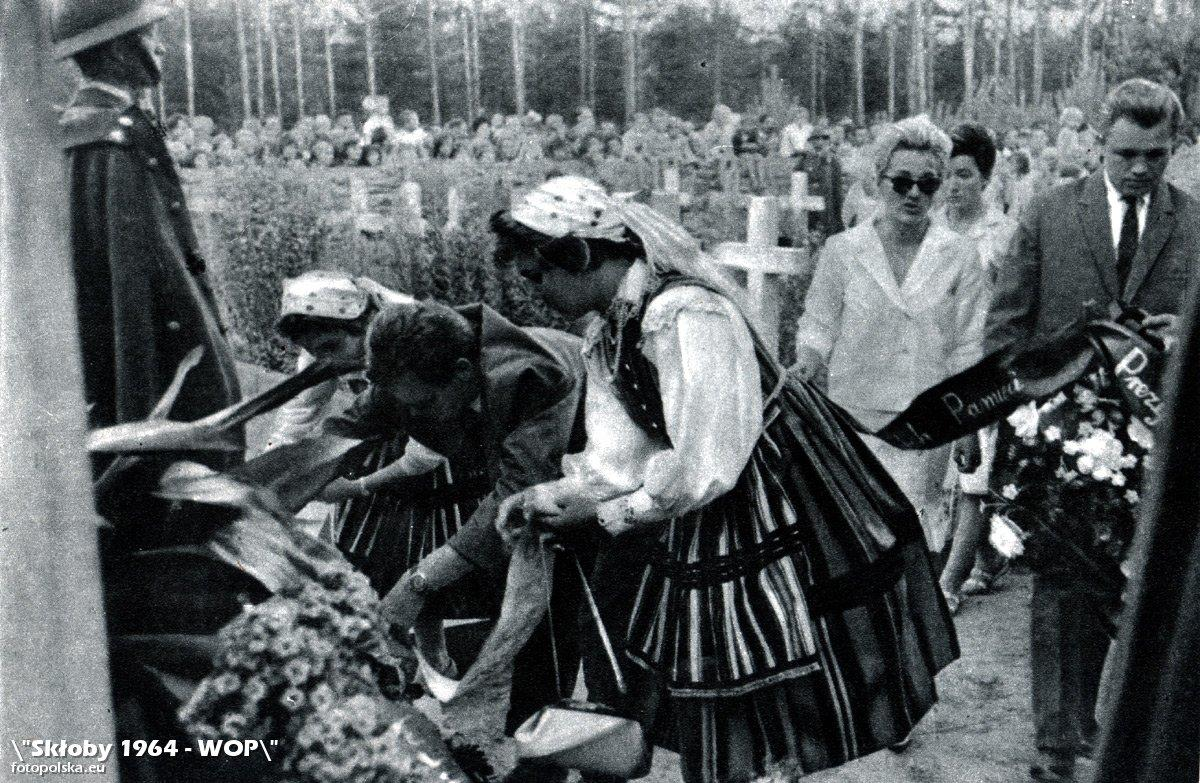
Uroczystości na cmentarzu w Skłobach. Lata 60. XX wieku

Kobiety ze Skłobów, które słyszały odgłosy strzałów dochodzące z lasu rzucowskiego, udały się tam następnego dnia w poszukiwaniu swoich bliskich. W lesie odnaleziono wówczas masowe groby i ślady egzekucji. Po trzech dniach rodziny ofiar uzyskały zgodę władz gminnych w Chlewiskach na wydobycie zwłok. Zwłoki Franciszka Świercza zostały pochowane przez rodzinę na cmentarzu w Nadolnej, a Jana Szlufika w Chlewiskach. Pozostałe ofiary pogrzebano w indywidualnych grobach w pobliżu miejsca egzekucji. Po kilku tygodniach Niemcy rozkazali jednak splantować mogiły i zasadzić na nich młode drzewka. Mimo zakazów okupanta rodziny dokładały jednak wysiłków, aby oznaczyć groby swoich bliskich.
Po zakończeniu okupacji na miejscu kaźni przy szosie Szydłowiec–Przysucha urządzono cmentarz wojenny. Przeniesiono tam również szczątki ofiar pogrzebane w rejonie stawów rzucowskich. Na cmentarzu wzniesiono pomnik o pięciometrowej rozpiętości skrzydeł. W latach 60. XX wieku, w ramach działań mających na celu uczczenie ofiar pacyfikacji, w Skłobach wzniesiono „szkołę tysiąclecia” (budowę sfinansowano ze składek żołnierzy WOP).
W 1977 roku Skłoby zostały odznaczone Krzyżem Grunwaldu III klasy.

## Sprawcy
Akcja pacyfikacyjna w Skłobach została przeprowadzona przez 51. batalion policji porządkowej. Ze źródeł niemieckich wynika, że jego 3. kompania odpowiadała za zorganizowanie kordonu wokół wsi, 2. kompania podłożyła ogień pod zabudowania, natomiast 1. kompania przeprowadziła egzekucję.
Według źródeł polskich w pacyfikacji uczestniczyli także członkowie SS i Selbstchutzu.
W maju 2018 roku na jednym z internetowych serwisów aukcyjnych pojawiły się fotografie pochodzące z albumu podoficera 51. batalionu policji porządkowej, które przedstawiały m.in. pacyfikację Skłobów. Kilka zdjęć, w tym trzy wykonane w Skłobach, zostało wykupionych przez Tomasza Kaletę i przekazanych Instytutowi Pamięci Narodowej.